# Вільям Мерфі
Ві́льям Пе́ррі Ме́рфі (англ. William Parry Murphy; 6 лютого 1892, Стоутон, Вісконсин (США) — 9 жовтня 1987) — американський лікар, лауреат Нобелівської премії з фізіології або медицини в 1934 році у (спільно з Джорджем Віплом і Джорджем Майнотом) «за відкриття, пов'язані зі застосуванням печінки у лікуванні перніціозної анемії».